# Chersotis phytheumae
Chersotis phytheumae är en fjärilsart som beskrevs av Eugen Johann Christoph Esper 1803. Chersotis phytheumae ingår i släktet Chersotis och familjen nattflyn. Inga underarter finns listade i Catalogue of Life.